# Gene Kranz
Eugene Francis Kranz (n. 17 august 1933, Toledo, Ohio, SUA) este un inginer american aerospațial, fost pilot de avion de luptă și director de zbor și manager la NASA. Acesta a fost director de zbor secund la NASA, unde a îndrumat misiunile programelor Gemini și Apollo, inclusiv prima misiune lunară, Apollo 11. Kranz a devenit cunoscut pentru îndrumarea cu succes a eforturilor echipei de control a misiunii pentru a salva echipajul de pe Apollo 13, în 1970, fiind mai târziu portretizat în Apollo 13 (film) de către actorul Ed Harris. Este de asemenea renumit pentru coafura sa și pentru vestele interesante din diferite materiale purtate în misiuni ca și director de zbor, croite de către soția sa, Marta Kranz.
Kranz rămâne o figură proeminentă în istoria explorării spațiale a SUA. De-a lungul timpului, Kranz a fost subiectul diferitelor filme, documentare, cărți și articole periodice. Este purtătorul Medaliei Prezidențiale a Libertății.  Într-un studiu din 2010 realizat de Space Foundation, Kranz a fost clasat pe locul 2 cel mai popular erou spațial.  Houston a declarat data de 23 octombrie ca fiind ziua Gene Kranz, în onoarea legendarului director de zbor. 

## Anii de început
Eugene Francis Kranz s-a născut pe 17 august 1933, în Toledo, Ohio. A urmat Liceul Catolic Central. Tatăl său, Leo Peter Kranz, a fost fiul unui imigrant german, medic în armată în timpul Primului Război Mondial. Tatăl său a murit când Eugene avea doar 7 ani. Kranz are două surori, Louise și Helen. A absolvit liceul în 1951, urmând colegiul universitar Parks de tehnologie, aviație și inginerie din cadrul Universității Saint Louis. Acesta a absolvit în 1954, licențiat în inginerie aerospațială.  Acesta s-a alăturat U.S. Air Force Reserve, unde a fost staționat în Korea. 
După finalizarea serviciului în Korea, Kranz a părăsit Air Force și a început să lucreze pentru McDonnell Aircraft Corporation, unde a asistat la cercetarea și testarea rachetelor pentru Air Force. 

## Cariera la NASA

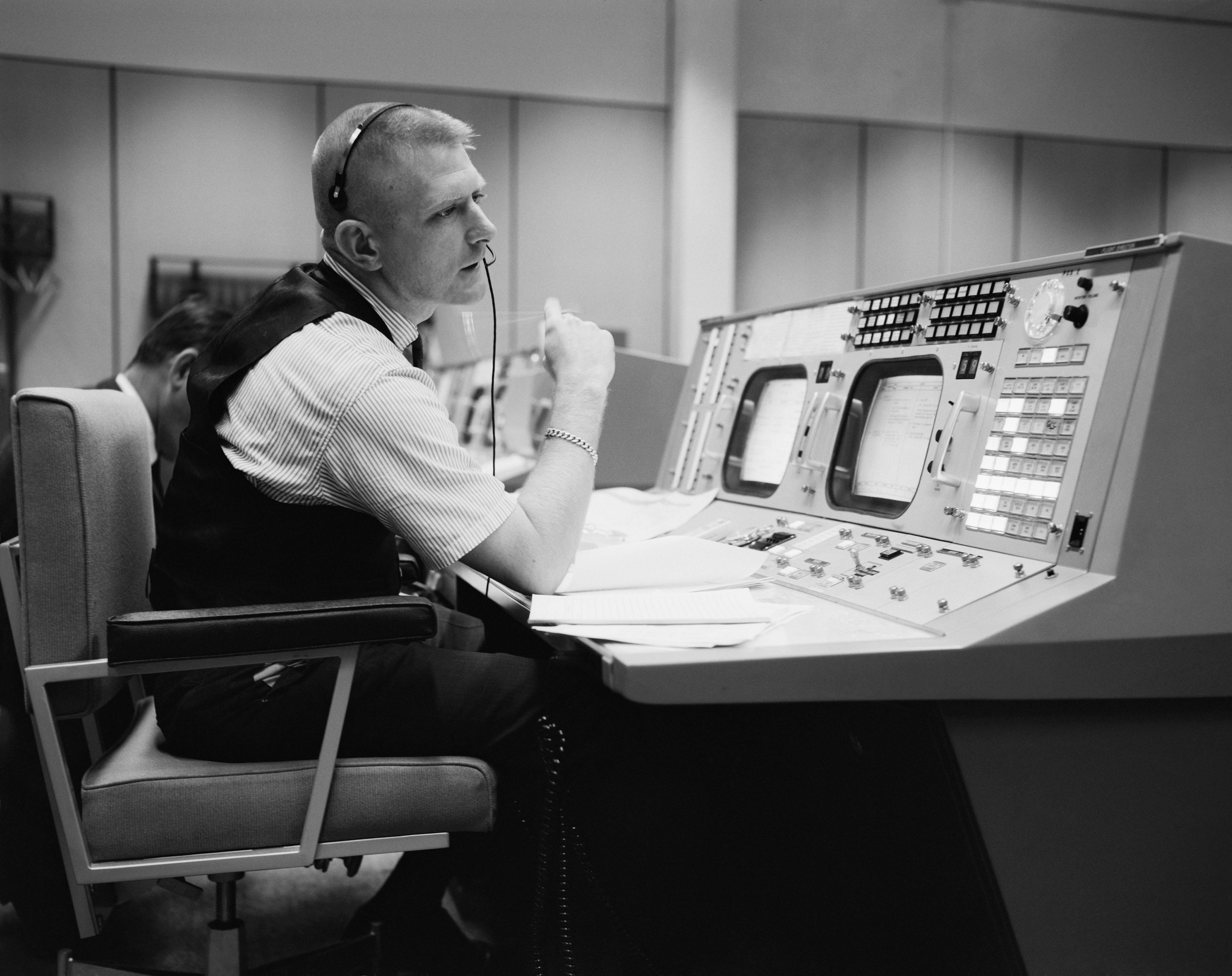
Kranz at his console on 30 mai 1965, in the Mission Operations Control Room, Mission Control Center, Houston.

După munca sa depusă la McDonnell Aircraft Corporation, Kranz s-a alăturat echipei de ingineri NASA din cadrul grupului responsabil de programele spațiale, în 1960.  și apoi la Centrul de Cercetare Langley, Virginia. Când s-a alăturat NASA, acesta a fost desemnat responsabilul departamentului Misiunii de Control pentru zborul test fără pilot, Mercury-Redstone 1 (MR-1). De asemenea, și-a executat rolul și pentru zborurile Mercury fără pilot dar și pilotate, incluzând MR-3 și MA-6, care au condus primul echipaj american în spațiu și respectiv orbită.
După MA-6, a fost promovat ca Asistent Director de zbor pentru zborul MA-7 al lui Scott Carpenter în mai 1962. A continuat sub această funcție pentru încă 2 zboruri Mercury și pentru primele 3 zboruri Gemini. Odată cu apropierea următorului zbor Mercury, a fost promovat la nivelul de Director de Zbor pentru misiunea Gemini 4 din 1965, fiind prima misiune ce a cuprins o activitate extravehiculară, efectuată de un astronaut în spațiu. După finalizarea misiunii Gemini, a servit ca Director de Zbor pentru nenumărate misiuni Apollo, inclusiv, Apollo 5 (prima și singura misiune fără pilot a modulului lunar),7 și 9. A avut aceeași funcție de director și pentru misiunea Apollo 11, când modulul lunar Eagle a aselenizat, pe 20 iulie 1969.

#### Apollo 13
Eugene Kranz a devenit cel mai cunoscut pentru rolul său ca Director de Zbor pentru misiunea Apollo 13.  Kranz și echipa sa erau de serviciu când modulul de comandă și serviciu Apolloa explodat.  Aceștia au reușit să realizeze procedurile necesare ce au permis astronauților să se reîntoarcă în siguranță pe Pământ în modulul de comandă. Astronauții, împreună cu Eugene și echipa sa au fost medaliați cu Medalia Prezidențială a Libertății pentru efortul depus.

#### Cariera ulterioară
Acesta a continuat ca Director de Zbor pentru Apollo 17 în 1972, fiind ultima sa tură sub funcția de director al misiunilor NASA. Ulterior, a devenit Director Reprezentant al misiunilor operaționale NASA și apoi director în 1983.  S-a retras de la NASA în 1994. 

## Familie
Eugene Kranz are 6 copii împreună cu soția sa, Marta: Carmen (născută în 1958), Lucy (1959), Joan Frances (1961), Mark (1963), Brigid (1964), și Jean Marie (1966). Eugene locuiește împreună cu soția sa în Dickinson, Texas.

## "Eșecul nu este o opțiune"
Kranz a fost asociat cu expresia " Eșecul nu este o opțiune." devenind astfel o expresie motivațională exprimată chiar de însuși Gene Kranz în discursurile sale denumite "Eșecul nu este o opțiune", în care vorbește și despre camera istorică de control a zborului Apollo 13.
Expresia a fost de fapt inventată de către Bill Broyles, unul din șcenariștii filmului Apollo 13,,  bazată pe o afirmație asemănătoare ce nu îi aparține lui Kranz, ci a unui alt membru al echipajului Apollo 13, Jerry Bostick. 

## Dictonul lui Kranz
Ca urmare a tragediei misiunii Apollo 1, în care astronauții Gus Grissom, Ed White, și Roger Chaffee  Gene au murit în urma unui exercițiu de antrenament, Gene și-a adunat echipa și le-a adresat un discurs ce a devenit cunoscut ca "Dictonul lui Kranz". 
„Zborul în spațiu nu va mai tolera niciodată nepăsare, incapacitate și neglijență. Undeva, într-un fel, am greșit. Greșeala ar fi putut veni din proiecție, construcție sau testare. Indiferent ce ar fi fost, ar fi trebuit să observăm greșeala. Am fost mult prea entuziasmați de program și am blocat toate problemele pe care le-am văzut zilnic în munca noastră. Fiecare element al programului precum și noi ne-am aflat în dificultate. Simulatoarele nu funcționau, Misiunea de Control a fost în urmă în aproape fiecare arie, iar procedurile de zbor și testare s-au schimbat zilnic. Nimic din ce am făcut nu avea un termen de valabilitate. Niciunul din noi nu s-a ridicat să spună "La naiba, stop!". Nu știu care va fi cauza pe care comisia lui Thompson o va găsi dar știu ce voi găsi eu. Noi suntem cauza! Nu am fost pregătiți! Nu ne-am făcut treaba. Am aruncat cu zarurile, sperând că lucrurile se vor uni în ziua lansării, când de fapt, în adâncul inimii noastre am știut că vom avea nevoie de un miracol.

Începând de astăzi, Controlul de Zbor va fi cunoscut prin două cuvinte: "Puternic" și "Competent". Puternic înseamnă că vom fi pentru totdeauna responsabili de ceea ce facem și de ceea ce nu reușim să facem. Nu vom mai compromite niciodată responsabilitățile. De fiecare dată când vom intra în camera Misiunii de Control, vom ști pentru ce luptăm. Competent înseamnă că nu ne vom mai ridica niciodată așteptările fără recunoștință. Nu ne vom mai afla niciodată în situația lipsei de cunoștințe și de abilități. Misiunea de Control va fi perfectă. Când veți părăsi această ședință pe care am avut-o astăzi, veți merge în birouri și primul lucru pe care îl veți face va fi să scrieți "Puternic" și "Competent" pe tablă. Nu vor fi niciodată șterse aceste cuvinte. În fiecare zi când veți păși în birou, aceste cuvinte vă vor aminti de prețul plătit de Grisson, White și Chaffee. Aceste cuvinte sunt prețul de admitere al rangurilor Misiunii de Control.”

## Legături externe
- Rotary National Award for Space Achievement (RNASA) | 2007 National Space Trophy Recipient
- Space Lifeguard: An Interview with Gene Kranz from Space.com posted 2000-04-11
- Eugene F. KRANZ long interview conducted by Rebecca Wright et al. of the Johnson Space Center Oral History Project, nasa.gov, 8 ianuarie 1999
- "Missing out on outer space" Op-Ed written by Kranz for The Hill. 12 iunie 2007.
- Smithsonian Magazine article about Gene Kranz's Vest Arhivat în 17 iunie 2011, la Wayback Machine.
- Apariții pe C-SPAN

1. ↑  „Remarks on Presenting the Presidential Medal of Freedom to Apollo 13 Mission Operations Team in Houston. - The American Presidency Project”. www.presidency.ucsb.edu.
2. ↑  „Space Foundation Survey Reveals Broad Range of Space Heroes; Early Astronauts Still the Most Inspirational - Space Foundation”. web.archive.org. 23 iulie 2012. Arhivat din original în 23 iulie 2012. Accesat în 10 iulie 2019.
3. ↑  „Mission Apollo Minute Celebrating Gene Kranz”. 24 octombrie 2018.
4. 1 2  „For NASA's Gene Kranz, failure was not an option - HoustonChronicle.com”. www.houstonchronicle.com. 17 iunie 2019.
5. 1 2  U.S. Air Force Reserve
6. 1 2 3  „Gene Kranz's Apollo 13 Vest”. National Air and Space Museum. 27 august 2015.
7. 1 2  „ch6”. history.nasa.gov.
8. ↑  Deis, Robert, “Houston, we have a problem” — but “failure is not an option”…
9. ↑  Atkinson, Nancy (8 mai 2015), 13 MORE Things That Saved Apollo 13, Epilogue: The 'Failure is Not an Option' Attitude (în engleză), Universe Today
10. ↑  by (13 decembrie 2013), The Kranz Dictum (în engleză), Michael Diamond